# Diomma ulae
Diomma ulae är en insektsart som först beskrevs av Irena Dworakowska 1972.  Diomma ulae ingår i släktet Diomma och familjen dvärgstritar.
Artens utbredningsområde är Papua Nya Guinea. Inga underarter finns listade i Catalogue of Life.